# ジョック・ブロートン (第11代準男爵)
第11代準男爵サー・ヘンリー・ジョン・デルヴィス・「ジョック」・ブロートン（Sir Henry John Delves "Jock" Broughton, 11th Baronet, 1883年9月10日 - 1942年12月5日）は、イギリスの準男爵。第22代エロル伯爵ジョスリン・ヘイを痴情のもつれから殺害したという容疑がかかった人物。ただし裁判では無罪となった。名前は通常はミドルネームのデルヴィスをよく使い、「ジョック」の愛称もよく使用した。

## 経歴

### 事件まで
1883年9月10日に10代準男爵サー・デルヴィス・ルイス・ブロートンとその先妻ロザモンドの間の次男として生まれる。兄は生後すぐに死去したため、ブロートン準男爵家の嫡男としての出生だった。1914年4月15日に父が死去し、第11代準男爵位を継承した。
陸軍・アイルランド近衛連隊の少佐となり、第一次世界大戦に従軍した。
競馬とブリッジに遺産のほとんどを浪費したという。1913年に結婚したヴィラとは当初幸せな結婚生活を送り、一男一女を儲けたが、妻が社交界で名前を上げようとしたのに、夫の陰気な性格のせいで失敗した。夫婦仲は悪化し1940年に離婚。離婚後すぐにカクテルバー経営者ダイアナ・コールドウェルと再婚した。30歳以上年下の彼女を口説くために若い男と恋に落ちた時は離婚を認めるのみならず、毎年5000ポンドの手当てを与えるという約束をした。

### 殺人容疑者
1940年11月に若妻ダイアナと共にイギリス植民地ケニアへ移住。マセジア・カントリー・クラブの社交界でダイアナは第22代エロル伯爵ジョスリン・ヘイと恋に落ちた。ブロートンには妻に毎年5000ポンド与えるほどの財力は残されていなかったうえ、高齢になって二人目の妻を手放して孤独になりたくなかったという。しかし前述の約束があったので外見的には平静にこれを受け入れた。
1941年1月23日にエロル伯とダイアナとブロートンでお別れパーティーが催された。この場でブロートンは「幸せなカップルに」乾杯している。その後、エロル伯とダイアナはダンスへ出かけたが、この時にブロートンは午前三時までには妻を帰宅させてくれとエロル伯に頼んだ。エロル伯はこの約束を守り、午前二時半にダイアナをブロートンの邸宅に送り届け、その後、自身は自動車で帰宅した。
この半時間後、ブロートン邸から五キロも離れていない場所で、二人の黒人が片輪が排水溝に落ちた自動車を発見。車内にはエロル伯の遺体が残されていた。死体安置所に運ばれた後、左耳の傷を洗浄した際に銃痕が発見され、事故死ではなく殺人であることが判明した。
事件を担当したアーサー・ポピー警視はブロートンの知り合いだったが、ブロートンを容疑者として疑った。ブロートンが近くの農場で射撃練習しているという情報を掴み、弾丸と使用済み薬莢を捜索させた。その結果、エロル伯の脳に残された弾丸や自動車に残された弾丸と同じ32口径の弾丸が発見された。ブロートンはエロル伯殺害事件の三日前に32口径のコルト・リボルバーの盗難届を出していた。さらにエロル伯殺害事件の翌朝、ブロートンが庭のゴミ処理場でゴミを石油で焼いているのが目撃されている。そのゴミ処理場からはゴルフ・ストッキングの燃え残りが発見されたが、それには血痕が付着していた。さらにジム・シューズの燃えカスも発見され、犯行現場で使用された物のように思われた。ポピーは次のように推理した。ブロートンはエロル伯がダイアナに別れを告げている間にこっそりと家を出てエロル伯の車の中に隠れ、エロル伯が車のスピードを落としたのを見計らって、彼を射殺。自動車は衝突して溝に落ちた。ブロートンは歩いて自宅に戻り、窓から部屋に戻ったということである。これに対してブロートンはその晩ずっとベッドにいたと主張した。
1941年3月10日に逮捕され、5月26日から公判が始まったが、検察の主張はすぐに行き詰った。エロル伯を殺害した銃弾には五本の右向きの溝があったが、盗難が届け出られたコルトでは六本の溝ができるはずだった。射的場で発見された銃弾は検察の主張を裏付けるものではなかったことから結局無罪となった。
しかし妻ダイアナはブロートンがエロル伯を殺害したと疑い、二人の関係は悪化して離婚に至った。ブロートンは1942年にイギリスに戻った後、保険会社詐欺の容疑で逮捕された。彼は1938年に疑問点が多い二件の窃盗事件に遭い（一件目はダイアナへのプレゼントの真珠が盗まれ、二件目は押し込み強盗で三点の高価な品が奪われていた）、多額の保険金を受けていた。この件については後年にブロートンの友人ヒュー・ディキンソンがブロートンに頼まれて盗難を仕組んだことを認めている。しかしこの時には警察は嫌疑を立証できず、証拠不十分ですぐに釈放となった。
ブロートンはうつ病が深刻になり、1942年12月2日に自殺した。準男爵位は息子のイヴリン・ブロートンが継承した。

## 家族
1913年7月8日にヴィラ・エディス・グリフィス＝ボスコーウェン(Vera Edyth Griffith-Boscawen、1894-1968)と最初の結婚をし、以下の2子を儲けた。
- 第1子(長男)イヴリン・デルヴィス・ブロートン (Evelyn Delves Broughton, 1915-1993) 12代準男爵を継承。陸軍少佐。
- 第2子(長女)ロザモンド・ブロートン (Rosamond Broughton, 1917-2002)  第15代ラヴァト卿サイモン・フレイザー（英語版）と結婚

1940年にヴィラと離婚し、同年11月5日にダイアナ・コールドウェル(Diana Caldwell, 1913頃-1987)と再婚。しかし彼女との間に子供はなかった。